# Diaea multimaculata
Diaea multimaculata är en spindelart som beskrevs av William Joseph Rainbow 1904. Diaea multimaculata ingår i släktet Diaea och familjen krabbspindlar.
Artens utbredningsområde är Western Australia. Inga underarter finns listade i Catalogue of Life.